# サヴィッチの定理
サヴィッチの定理（英: Savitch's theorem）とは、1970年にウォルター・サヴィッチが証明した計算量理論における定理である。f(n) ≥ log(n) であるような任意の関数 f について、次が成り立つとするものである。
NSPACE(f(n)) ⊆ DSPACE(f²(n)).
言い換えれば、非決定性チューリング機械が f(n) の領域を使ってある問題を解けるとき、通常の決定性チューリング機械は同じ問題をその平方の領域を使って解ける。時間は非決定性によって指数関数的に短縮されると考えられるが、この定理によれば、領域の効率化は明らかにそれよりも限定的である。

## 証明
この証明は構築的に行われる。まず、STCON問題（有向グラフの2点間の経路の有無を問う問題）のアルゴリズムとして、n 個のノードからなるグラフについて log2(n) の領域を要する方式を示す。次にこれを用いて、開始ノードから受容ノードまでの経路があるかどうかを決定する非決定性機械の計算機（非決定性チューリング機械の計算経路からなる木構造）に対応したアルゴリズムを実行する決定性機械を構築する。STCON問題はNL完全なので、以上から NL に属する全問題が L2 に属することが示される。

## 系
この定理の重要な系として、以下のものがある。
- PSPACE = NPSPACE
  - これは、多項式の平方も多項式であることから直接導かれる。多項式時間の複雑性クラス（PとNP）に同様の関係は成り立たないと予想されているが、未解決の問題である。
- NL ⊆ L2
  - 証明過程から直接導かれる。